# Eleições presidenciais portuguesas de 2001 no distrito de Vila Real
| Eleições presidenciais portuguesas de 2001 Distritos: Aveiro \| Beja \| Braga \| Bragança \| Castelo Branco \| Coimbra \| Évora \| Faro \| Guarda \| Leiria \| Lisboa \| Portalegre \| Porto \| Santarém \| Setúbal \| Viana do Castelo \| Vila Real \| Viseu \| Açores \| Madeira \| Estrangeiro |

## Resultados por Concelho
Os resultados nos concelhos do Distrito de Vila Real foram os seguintes:

### Alijó
| Candidato               | Candidato                  | Votos  | %               |
| ----------------------- | -------------------------- | ------ | --------------- |
|                         | Jorge Sampaio              | 3 100  | 48,45 / 100,00  |
|                         | Joaquim Ferreira do Amaral | 2 940  | 45,94 / 100,00  |
|                         | Fernando Rosas             | 158    | 2,47 / 100,00   |
|                         | António Abreu              | 126    | 1,97 / 100,00   |
|                         | António Garcia Pereira     | 75     | 1,17 / 100,00   |
| Votos Inválidos         | Votos Inválidos            | 193    | 2,93 / 100,00   |
| Total                   | Total                      | 6 592  | 100,00 / 100,00 |
| Eleitorado/Participação | Eleitorado/Participação    | 13 889 | 47,46 / 100,00  |

### Boticas
| Candidato               | Candidato                  | Votos | %               |
| ----------------------- | -------------------------- | ----- | --------------- |
|                         | Joaquim Ferreira do Amaral | 2 025 | 54,49 / 100,00  |
|                         | Jorge Sampaio              | 1 524 | 41,01 / 100,00  |
|                         | Fernando Rosas             | 82    | 2,21 / 100,00   |
|                         | António Abreu              | 48    | 1,29 / 100,00   |
|                         | António Garcia Pereira     | 37    | 1,00 / 100,00   |
| Votos Inválidos         | Votos Inválidos            | 51    | 1,36 / 100,00   |
| Total                   | Total                      | 3 767 | 100,00 / 100,00 |
| Eleitorado/Participação | Eleitorado/Participação    | 7 305 | 51,57 / 100,00  |

### Chaves
| Candidato               | Candidato                  | Votos  | %               |
| ----------------------- | -------------------------- | ------ | --------------- |
|                         | Joaquim Ferreira do Amaral | 9 208  | 48,17 / 100,00  |
|                         | Jorge Sampaio              | 8 836  | 46,23 / 100,00  |
|                         | António Abreu              | 430    | 2,25 / 100,00   |
|                         | Fernando Rosas             | 417    | 2,18 / 100,00   |
|                         | António Garcia Pereira     | 223    | 1,17 / 100,00   |
| Votos Inválidos         | Votos Inválidos            | 531    | 2,71 / 100,00   |
| Total                   | Total                      | 19 645 | 100,00 / 100,00 |
| Eleitorado/Participação | Eleitorado/Participação    | 42 506 | 46,22 / 100,00  |

### Mesão Frio
| Candidato               | Candidato                  | Votos | %               |
| ----------------------- | -------------------------- | ----- | --------------- |
|                         | Jorge Sampaio              | 1 217 | 59,69 / 100,00  |
|                         | Joaquim Ferreira do Amaral | 720   | 35,31 / 100,00  |
|                         | Fernando Rosas             | 47    | 2,31 / 100,00   |
|                         | António Garcia Pereira     | 30    | 1,47 / 100,00   |
|                         | António Abreu              | 25    | 1,23 / 100,00   |
| Votos Inválidos         | Votos Inválidos            | 43    | 2,06 / 100,00   |
| Total                   | Total                      | 2 082 | 100,00 / 100,00 |
| Eleitorado/Participação | Eleitorado/Participação    | 4 641 | 44,86 / 100,00  |

### Mondim de Basto
| Candidato               | Candidato                  | Votos | %               |
| ----------------------- | -------------------------- | ----- | --------------- |
|                         | Joaquim Ferreira do Amaral | 1 865 | 51,33 / 100,00  |
|                         | Jorge Sampaio              | 1 574 | 43,33 / 100,00  |
|                         | Fernando Rosas             | 101   | 2,78 / 100,00   |
|                         | António Abreu              | 47    | 1,29 / 100,00   |
|                         | António Garcia Pereira     | 46    | 1,27 / 100,00   |
| Votos Inválidos         | Votos Inválidos            | 46    | 1,25 / 100,00   |
| Total                   | Total                      | 3 679 | 100,00 / 100,00 |
| Eleitorado/Participação | Eleitorado/Participação    | 7 976 | 46,13 / 100,00  |

### Montalegre
| Candidato               | Candidato                  | Votos  | %               |
| ----------------------- | -------------------------- | ------ | --------------- |
|                         | Jorge Sampaio              | 3 313  | 53,31 / 100,00  |
|                         | Joaquim Ferreira do Amaral | 2 597  | 41,79 / 100,00  |
|                         | Fernando Rosas             | 135    | 2,17 / 100,00   |
|                         | António Garcia Pereira     | 87     | 1,40 / 100,00   |
|                         | António Abreu              | 83     | 1,34 / 100,00   |
| Votos Inválidos         | Votos Inválidos            | 129    | 2,04 / 100,00   |
| Total                   | Total                      | 6 344  | 100,00 / 100,00 |
| Eleitorado/Participação | Eleitorado/Participação    | 15 015 | 42,25 / 100,00  |

### Murça
| Candidato               | Candidato                  | Votos | %               |
| ----------------------- | -------------------------- | ----- | --------------- |
|                         | Joaquim Ferreira do Amaral | 1 636 | 51,21 / 100,00  |
|                         | Jorge Sampaio              | 1 360 | 42,57 / 100,00  |
|                         | Fernando Rosas             | 87    | 2,72 / 100,00   |
|                         | António Garcia Pereira     | 60    | 1,88 / 100,00   |
|                         | António Abreu              | 52    | 1,63 / 100,00   |
| Votos Inválidos         | Votos Inválidos            | 115   | 3,47 / 100,00   |
| Total                   | Total                      | 3 310 | 100,00 / 100,00 |
| Eleitorado/Participação | Eleitorado/Participação    | 7 312 | 45,27 / 100,00  |

### Peso da Régua
| Candidato               | Candidato                  | Votos  | %               |
| ----------------------- | -------------------------- | ------ | --------------- |
|                         | Jorge Sampaio              | 4 160  | 61,30 / 100,00  |
|                         | Joaquim Ferreira do Amaral | 2 204  | 32,48 / 100,00  |
|                         | António Abreu              | 186    | 2,74 / 100,00   |
|                         | Fernando Rosas             | 165    | 2,43 / 100,00   |
|                         | António Garcia Pereira     | 71     | 1,05 / 100,00   |
| Votos Inválidos         | Votos Inválidos            | 153    | 2,21 / 100,00   |
| Total                   | Total                      | 6 939  | 100,00 / 100,00 |
| Eleitorado/Participação | Eleitorado/Participação    | 17 074 | 40,64 / 100,00  |

### Ribeira de Pena
| Candidato               | Candidato                  | Votos | %               |
| ----------------------- | -------------------------- | ----- | --------------- |
|                         | Joaquim Ferreira do Amaral | 1 745 | 48,36 / 100,00  |
|                         | Jorge Sampaio              | 1 639 | 45,43 / 100,00  |
|                         | Fernando Rosas             | 132   | 3,66 / 100,00   |
|                         | António Garcia Pereira     | 48    | 1,33 / 100,00   |
|                         | António Abreu              | 44    | 1,22 / 100,00   |
| Votos Inválidos         | Votos Inválidos            | 47    | 1,28 / 100,00   |
| Total                   | Total                      | 3 655 | 100,00 / 100,00 |
| Eleitorado/Participação | Eleitorado/Participação    | 7 592 | 48,14 / 100,00  |

### Sabrosa
| Candidato               | Candidato                  | Votos | %               |
| ----------------------- | -------------------------- | ----- | --------------- |
|                         | Jorge Sampaio              | 1 609 | 47,92 / 100,00  |
|                         | Joaquim Ferreira do Amaral | 1 584 | 47,17 / 100,00  |
|                         | António Abreu              | 64    | 1,91 / 100,00   |
|                         | Fernando Rosas             | 61    | 1,82 / 100,00   |
|                         | António Garcia Pereira     | 40    | 1,19 / 100,00   |
| Votos Inválidos         | Votos Inválidos            | 98    | 2,83 / 100,00   |
| Total                   | Total                      | 3 456 | 100,00 / 100,00 |
| Eleitorado/Participação | Eleitorado/Participação    | 7 069 | 48,89 / 100,00  |

### Santa Marta de Penaguião
| Candidato               | Candidato                  | Votos | %               |
| ----------------------- | -------------------------- | ----- | --------------- |
|                         | Jorge Sampaio              | 2 491 | 60,14 / 100,00  |
|                         | Joaquim Ferreira do Amaral | 1 470 | 35,49 / 100,00  |
|                         | Fernando Rosas             | 76    | 1,83 / 100,00   |
|                         | António Abreu              | 60    | 1,45 / 100,00   |
|                         | António Garcia Pereira     | 45    | 1,09 / 100,00   |
| Votos Inválidos         | Votos Inválidos            | 78    | 1,85 / 100,00   |
| Total                   | Total                      | 4 220 | 100,00 / 100,00 |
| Eleitorado/Participação | Eleitorado/Participação    | 8 901 | 47,41 / 100,00  |

### Valpaços
| Candidato               | Candidato                  | Votos  | %               |
| ----------------------- | -------------------------- | ------ | --------------- |
|                         | Joaquim Ferreira do Amaral | 5 204  | 61,55 / 100,00  |
|                         | Jorge Sampaio              | 2 835  | 33,53 / 100,00  |
|                         | Fernando Rosas             | 172    | 2,03 / 100,00   |
|                         | António Abreu              | 134    | 1,58 / 100,00   |
|                         | António Garcia Pereira     | 110    | 1,30 / 100,00   |
| Votos Inválidos         | Votos Inválidos            | 194    | 2,24 / 100,00   |
| Total                   | Total                      | 8 649  | 100,00 / 100,00 |
| Eleitorado/Participação | Eleitorado/Participação    | 21 433 | 40,35 / 100,00  |

### Vila Pouca de Aguiar
| Candidato               | Candidato                  | Votos  | %               |
| ----------------------- | -------------------------- | ------ | --------------- |
|                         | Jorge Sampaio              | 3 186  | 48,57 / 100,00  |
|                         | Joaquim Ferreira do Amaral | 2 927  | 44,62 / 100,00  |
|                         | António Abreu              | 184    | 2,80 / 100,00   |
|                         | Fernando Rosas             | 169    | 2,58 / 100,00   |
|                         | António Garcia Pereira     | 94     | 1,43 / 100,00   |
| Votos Inválidos         | Votos Inválidos            | 143    | 2,13 / 100,00   |
| Total                   | Total                      | 6 703  | 100,00 / 100,00 |
| Eleitorado/Participação | Eleitorado/Participação    | 16 185 | 41,41 / 100,00  |

### Vila Real
| Candidato               | Candidato                  | Votos  | %               |
| ----------------------- | -------------------------- | ------ | --------------- |
|                         | Jorge Sampaio              | 11 193 | 51,00 / 100,00  |
|                         | Joaquim Ferreira do Amaral | 9 394  | 42,81 / 100,00  |
|                         | Fernando Rosas             | 541    | 2,47 / 100,00   |
|                         | António Abreu              | 472    | 2,15 / 100,00   |
|                         | António Garcia Pereira     | 346    | 1,58 / 100,00   |
| Votos Inválidos         | Votos Inválidos            | 663    | 2,94 / 100,00   |
| Total                   | Total                      | 22 609 | 100,00 / 100,00 |
| Eleitorado/Participação | Eleitorado/Participação    | 42 923 | 52,67 / 100,00  |